# Торре, Арат де ла
Арат де ла Торре (исп. Arath de la Torre) (20 марта 1975, Канкун, Кинтана-Роо, Мексика) — известный мексиканский актёр театра и кино и мастер дубляжа. Рост — 185 см.

## Биография
Родился 20 марта 1975 года в Канкуне. В возрасте 15-ти лет вместе с родителями отправился на отдых в Мехико. После окончания отдыха вернулся в родной Канкун, поступил в колледж и проучившись до 17-ти лет оставил его и переехал в Мехико окончательно, поступив в CEA при телекомпании Televisa. В 1994 году дебютировал в мексиканском кинематографе, снявшись в телесериале Перекрёстки и с тех пор снялся в 33 работах в кино и телесериалах. Актёр известен своим чувством юмора и свои качества вкладывает в характер персонажа. Телесериалы  Перекрёстки, Шалунья, Самая прекрасная дурнушка и Сакатильо, место в твоём сердце оказались наиболее популярными  с его участием, ибо были проданы во многие страны мира и актёр вышел на мировой уровень. Был номинирован на три различные премии, однако ему удалось одержать двукратную победу в премии TVyNovelas в номинации лучший комедийный актёр (дважды — в юмористической телепередаче Пародия).

## Личная жизнь
Арат де ла Торре женат на Суси Лу, и та подарила ему троих дочерей: Галу, Лусу и Лию.

## Фильмография

### Мексика

#### Телесериалы

##### Свыше 2-х сезонов
- 1985-2007 — Женщина, случаи из реальной жизни (17 сезонов).
- 2002-07 — Насмешка (3 сезона) — Вариорус.
- 2018-н. в. - Как сказал Симон - Симон Гутьеррес

##### Televisa
- 1994 — Перекрёстки — Рубен.
- 1996 —
  - Навсегда — Амадео.
  - Ты и я — Хавьер.
- 1997 — Здоровье, деньги и любовь — Франисико Хосе Панчо Мартинес.
- 1997-98 — Шалунья — Хуго#2.
- 1998-99 —
  - Мечтательницы — Адальберто Бето Роке.
  - Что происходит с нами?.
- 1999 — Рождественская история — Бруан.
- 2001 — Подруги и соперницы — Роберто де ла О.
- 2003 — Дом с привидениями — Матиас Санчес (главная роль).
- 2005-06 — Привилегия властвования — Вариорус.
- 2006 — Самая прекрасная дурнушка (2 сезона) — Хаймито Конде.
- 2008 — Благородные мошенники (2 сезона) — Варгас.
- 2010 — Сакатильо, место в твоём сердце — Карретино.
- 2011 — Счастливая семья — Франсиско Панчо Лопес.
- 2012-13 — Потому что любовь решает всё (продолжение телесериала Счастливая семья) — Панчо Лопес.
- 2015-16 — Лучше умереть, чем быть как Личита — Роберто.
- 2018-19 — У моего мужа есть семья (2-й сезон) — Франсиско Панчо Лопес.
- 2019 — Сердце никогда не ошибается — Франсиско Панчо Лопес.

##### Фильмы
- 2001 — Вдохновение — Габриэль.
- 2003 — Перемирие — Эстебан Сантоме.
- 2007 — Веритас: Принц правды (совм. с США) — Данни.
- 2014 — Идеальная диктатура — Восеро.

### Испания

#### Телесериалы до 2-х сезонов
- 2016 — Добрая фея (совм. с США и Мексикой) — председатель совета магии.

## Дубляж

### Детские передачи
- 1972 — Улица Сезам.

### Мультфильмы и мультсериалы
- 2003 — Маги и великаны — Титан Карадура.

## Театральные работы
- 2005 — Три пары.
- 2009 — 39 ступенек.
- 2012 — Полное собрание сочинений Уильяма Шекспира.
- 2014 — Аккаунты мёртвых.
- 2017 — По терапии.

## Музыкальные видеоклипы
- 2003 — Девочка любимая моя.
- 2016:
  - Другая женщина;
  - Удачи.